# Большая любовь (песня)
«Большая любовь» — песня, записанная российскими исполнителями Николаем Басковым и Любовью Успенской. Автором слов песни выступил Михаил Гуцериев, композитором — Виктория Кохана.
Песня была выпущена в качестве сингла 30 сентября 2021 года на лейбле United Music Group, однако впервые она прозвучала на юбилейном вечере Баскова в рамках «Новой волны 2021».

## Музыкальное видео
Музыкальное видео на песню было выпущено 6 октября 2021 года, его режиссёром стал Серёжа Ткаченко.

## Награды
На российской национальной музыкальной премии «Виктория» песня одержала победу в категории «Городской романс года». Также песня стала лауреатом премий «Песня года» и «Шансон года».

## Чарты
| Чарт (2021)                    | Высшая позиция |
| ------------------------------ | -------------- |
| Москва (TopHit Radio Hits)     | 54             |
| Россия (TopHit All Media Hits) | 40             |
| Россия (TopHit Radio Hits)     | 37             |
| СНГ (TopHit Radio Hits)        | 53             |

| Чарт (2021)                    | Высшая позиция |
| ------------------------------ | -------------- |
| Москва (TopHit Radio Hits)     | 60             |
| Россия (TopHit All Media Hits) | 54             |
| Россия (TopHit Radio Hits)     | 48             |
| СНГ (TopHit Radio Hits)        | 65             |

### Годовые чарты
| Чарт (2022)                    | Позиция |
| ------------------------------ | ------- |
| Россия (TopHit All Media Hits) | 124     |
| Россия (TopHit Radio Hits)     | 98      |
| Москва (TopHit Radio Hits)     | 96      |

## История релиза
| Регион | Дата             | Формат                      | Лейбл              | Ист.   |
| ------ | ---------------- | --------------------------- | ------------------ | ------ |
| Мир    | 30 сентября 2021 | Цифровая загрузка, стриминг | United Music Group | [ 18 ] |
| СНГ    | 1 октября 2021   | Радиоротация                | United Music Group | [ 10 ] |